# Lá thư gửi đến Momo
Lá thư gửi đến Momo (tiếng Nhật): ももへの手紙 Hepburn: Momo e no Tegami) là phim anime do Okiura Hiroyuki viết kịch bản cũng như làm đạo diễn còn và Production I.G thực hiện.
Phim nói về một cô bé Momo 11 tuổi đang có một thời gian khó khăn để làm quen với cuộc sống mới sau khi cha của cô đột ngột qua đời vì tai nạn khi đang đi công tác. Cha của cô để lại một lá thư dang dở với chỉ hai chữ gửi cho cô và Momo cố hiểu hai chữ đó muốn nói gì trong lúc làm quen với cuộc sống mới ở quê xa thành phố Tokyo nơi cô từng sống.
Cuộc sống của Momo càng rối hơn nữa khi có 3 yōkai xuất hiện được phái xuống để bảo vệ cô, mỗi yōkai có tính cách riêng và làm cho cô loạn lên hơn là giúp đỡ. Nhưng dần dần Momo cũng nhận ra là sự xuất hiện của 3 yōkai này có liên quan đến lá thư mà cô đang cố hiểu. Năm 2014, liên hoan phim Nhật Bản "Làn gió mới trở lại! Phim truyện và hoạt hình Nhật Bản 2014" công chiếu dưới tựa đề tiếng Việt chính thức là Lá thư gửi đến Momo.
Tác phẩm đã công chiếu tại 276 rạp ở Nhật vào ngày 21 tháng 4 năm 2012 nhưng đã ra mắt trước đó khi được gửi đi tham dự Liên hoan phim quốc tế Toronto bắt đầu vào ngày 08 tháng 9 năm 2011. Phim đã được trao giải Xuất sắc tại Liên hoan Nghệ thuật truyền thông Nhật Bản năm 2011 trong phần dành cho anime. Phim cũng đã được dịch ra nhiều thứ tiếng để tiến hành phân phối tại nhiều nước khác nhau.

## Tổng quan

### Sơ lược cốt truyện
Cô bé MoMo vừa mới mất bố, cô theo mẹ chuyển về quê. Từ khi về quê cô thường thấy có những con quái hay theo dõi cô. Sau đó cô làm quen với chúng và phải dọn dẹp những lộn xộn của chúng vì chứng háu đói. Sau , cô mới biết rằng những con quái ngộ nghĩnh đó là những kẻ bảo vệ mẹ con cô do trời sai xuống, và còn có nhiệm vụ báo cáo sức khỏe mẹ con cô cho người cha quá cố của cô. Qua những sự việc Momo trải qua, cô đã trưởng thành hơn và có thể vui vẻ đi tiếp con đường đời của mình.

### Nhân vật
Miyaura Momo (宮浦もも, みやうら もも)
Lồng tiếng bởi: Miyama Karen
Là cô bé Momo, người có thể thấy được ba con quái theo bảo vệ mình và mẹ. Ba cô đã mất, cô theo mẹ về quê sống. Cô luôn day dức vì lời cuối cùng cô nói với ba mình là những lời hỗn láo. Sau cô còn thấy một lá thư viết dở của ba để gửi cho mình. Cô đã nhờ những chú quái gửi thư của mình đến ba và được hồi đáp lại trên 1 con thuyền rơm trong ngày lễ làng, ngày mà những ông bố thả những con thuyền nhỏ ra sông.
Miyaura Ikuko (宮浦いく子, みやうら いくこ)
Lồng tiếng bởi: Yūka
Mẹ của Momo, rất đau lòng khi chồng mất, cô dẫn con về quê mình ở. Cô có bệnh hen suyễn chưa chữa được. Hằng ngày cô lên tàu vào thành phố để đi học làm cô giáo. Vì bỗng nhiên đời sống gia đình đảo lộn, cô ít quan tâm đến con mình. Momo không hiểu mẹ mình đau lòng đến mức nào và thể hiện thái độ hỗn láo, cô tức giận tát con, làm cô bé tủi thân bỏ đi. Momo là người giúp mẹ gọi bác sĩ khi bệnh bỗng trở nặng.
Miyaura Kazuo (宮浦カズオ, みやうら かずお)
Lồng tiếng bởi: Arakawa Daizaburo
Dai oji (大おじ)
Lồng tiếng bởi: Sakaguchi Yoshisada
Dai oba (大おば)
Lồng tiếng bởi: Tani Ikuko
Iwa (イワ)
Lồng tiếng bởi: Nishida Toshiyuki
Kawa (カワ)
Lồng tiếng bởi: Yamadera Kōichi
Mame (マメ)
Lồng tiếng bởi: Chō
Kōichi (幸市, こういち)
Lồng tiếng bởi: Ogawa Takeo
Yōta (陽太, ようた)
Lồng tiếng bởi: Fujii Kōta
Umi (海美, うみ)
Lồng tiếng bởi: Hashimoto Katsuki

## Phát triển
Kadokawa Shoten đã công bố thông tin về việc thực hiện phim vào năm 2011. Okiura Hiroyuki đảm nhận vai trò đạo diễn của phim này đây là phim đầu tiên của ông 11 năm sau phim Jin-Roh, ông đã mất 7 năm để viết cốt truyện, chỉ đạo và chọn cảnh cho Lá thư gửi đến Momo. Okiura muốn bộ phim mô tả thiên nhiên phong phú tại vùng biển nội địa Seto với các vẻ đẹp hòa quyện vào âm nhạc và hình ảnh. Ngoài ra khâu hình ảnh của phim còn có sự tham gia của những người đã từng tham gia thực hiện các tác phẩm nổi tiếng như Ando Masashi (Mononoke Hime và Sen to Chihiro no Kamikakushi), Inoue Toshiyuki (AKIRA), Inoue Ei (Neko no Ongaeshi), Honda Takeshi (Evangelion), Nishio Tetsuya (Innocence) và Aoyama Hiroyuki (Summer Wars).
Ca sĩ Hara Yuko đã nhận việc sáng tác bài hát chủ đề của phim, đây là lần đầu tiên sau 5 năm nữ ca sĩ này đảm nhận việc thực hiện bài hát chủ đề cho một phim. Bài hát được đặt tên là Uruwashi Mahoroba ~Utsukushiki Basho~ (ウルワシマホロバ～美しき場所～), từ Mahoroba nghĩa là một nơi có vị trí đẹp rất lý tưởng để sống.

## Phát hành

### Liên hoan phim
Lá thư gửi đến Momo đã được gửi đi tham dự Liên hoan phim quốc tế Toronto lần thứ 36 bắt đầu vào ngày 08 đến ngày 18 tháng 9 năm 2011 và ra mắt trong phần dành cho "thiếu nhi". Phim cũng đã tham gia các liên hoan phim quốc tế khác như Liên hoan phim quốc tế Warsaw lần thứ 27 diễn ra từ ngày 07 đến ngày 16 tháng 10 năm 2011 đây là phim anime đầu tiên tham gia liên hoan phim này trong phần dự thi quốc tế, Liên hoan phim quốc tế Hawaii lần thứ 31 diễn ra từ ngày 06 đến ngày 16 tháng 10 năm 2011, Liên hoan phim Sitges lần thứ 44 diễn ra từ ngày 06 đến ngày 16 tháng 10 năm 2011 cũng như Liên hoan phim quốc tế Busan lần thứ 16 bắt đầu vào ngày 06 đến ngày 16 tháng 10 năm 2011...

### Phân phối
Tác phẩm đã công chiếu tại 276 rạp ở Nhật vào ngày 21 tháng 4 năm 2012, phiên bản BD/DVD đã phát hành vào ngày 26 tháng 10 năm 2012. Phim cũng đã được dịch ra nhiều thứ tiếng để tiến hành phân phối tại nhiều nước khác nhau. GKids đã đăng ký bản quyền phiên bản tiếng Anh của phim để phân phối tại thị trường Bắc Mỹ, Selecta Visión đăng ký tại Tây Ban Nha, Dynit đăng ký tại Ý, Universum Anime đăng ký tại Đức, Reanimedia đăng ký tại Nga và Mighty Media đăng ký tại Đài Loan.

## Truyền thông

### Manga
Akiko Kitami đã thực hiện chuyển thể manga của phim với sự hỗ trợ của Okiura Hiroyuki trong cốt truyện và đăng trên tạp chí Asuka của Kadokawa Shoten từ ngày 24 tháng 9 năm 2011 đến ngày 24 tháng 5 năm 2012. Các chương sau đó đã được tập hợp lại và phát hành thành 2 tankōbon.

### Âm nhạc
Phim anime có bài hát chủ đề là bài hát kết thúc có tên Uruwashi Mahoroba ~Utsukushiki Basho~ (ウルワシマホロバ～美しき場所～) do Hara Yuko trình bày, bài hát này đã bắt đầu được phân phối trực tuyến từ ngày 01 tháng 5 năm 2013. Mina Kubota đảm nhận việc soạn các bản nhạc dùng trong phim, album chứa các bản nhạc này đã phát hành vào ngày 25 tháng 4 năm 2012.
| Original Soundtrack của Lá thư gửi đến Momo (ももへの手紙 オリジナルサウンドトラック) | Original Soundtrack của Lá thư gửi đến Momo (ももへの手紙 オリジナルサウンドトラック) | Original Soundtrack của Lá thư gửi đến Momo (ももへの手紙 オリジナルサウンドトラック) |
| STT                                                                                   | Nhan đề                                                                               | Thời lượng                                                                            |
| ------------------------------------------------------------------------------------- | ------------------------------------------------------------------------------------- | ------------------------------------------------------------------------------------- |
| 1.                                                                                    | "Shio Machi no Shima e (潮待ちの島へ)"                                                | 2:28                                                                                  |
| 2.                                                                                    | "Fushigi na Deai (フシギな出逢い)"                                                    | 1:54                                                                                  |
| 3.                                                                                    | "Atena Dake no Tegami (宛名だけの手紙)"                                               | 1:01                                                                                  |
| 4.                                                                                    | "Kigatsukeba, Tomodachi (気がつけば、ともだち)"                                       | 2:45                                                                                  |
| 5.                                                                                    | "Kibyoushi no Himitsu (黄表紙の秘密)"                                                 | 1:48                                                                                  |
| 6.                                                                                    | "Mimamori Gumi no San nin (見守り組の三人)"                                           | 2:54                                                                                  |
| 7.                                                                                    | "Umi to Mame (海美とマメ)"                                                            | 0:42                                                                                  |
| 8.                                                                                    | "Hitoribocchi no Momo (ひとりぼっちのもも)"                                           | 3:43                                                                                  |
| 9.                                                                                    | "Gekitotsu! Monorack!! (激突!モノラック!!)"                                           | 2:28                                                                                  |
| 10.                                                                                   | "Yuubae no Shimanami (夕映えのしまなみ)"                                              | 4:11                                                                                  |
| 11.                                                                                   | "Doushite... (どうして...)"                                                           | 3:47                                                                                  |
| 12.                                                                                   | "Nayameru Postman (悩めるポストマン)"                                                 | 1:13                                                                                  |
| 13.                                                                                   | "Mikan Iro no Tasogare (蜜柑色のたそがれ)"                                            | 0:55                                                                                  |
| 14.                                                                                   | "Butou to Jumon~Kedotoherasonrakuore (舞踏と呪文～ケドトヘラソンラクオレ)"            | 3:25                                                                                  |
| 15.                                                                                   | "Shiosai no Hibiki (潮騒のひびき)"                                                    | 2:18                                                                                  |
| 16.                                                                                   | "Shiojima no Kaze ni Fukarete (汐島の風に吹かれて)"                                   | 2:45                                                                                  |
| 17.                                                                                   | "Doushite...(Piano Trio Ver.) (どうして... (Piano Trio Ver.))"                        | 1:13                                                                                  |
| 18.                                                                                   | "Sora kara no Kehai (ソラからの気配)"                                                 | 0:22                                                                                  |
| 19.                                                                                   | "Mame tachi no Shuukai (マメたちの集会)"                                              | 2:57                                                                                  |
| 20.                                                                                   | "Arashi no Yoru no Ketsui (嵐の夜の決意)"                                             | 2:53                                                                                  |
| 21.                                                                                   | "Youkai Shoushuu~Nakama ga Iru yo (妖怪招集～仲間がいるよ)"                           | 0:51                                                                                  |
| 22.                                                                                   | "Yuke! Shimajima wo Koete (ゆけ!島々を越えて)"                                        | 3:54                                                                                  |
| 23.                                                                                   | "Matsuri no Yoru ni (祭のよるに)"                                                     | 4:16                                                                                  |
| 24.                                                                                   | "Momo e no Tegami(Solo Piano Ver.) (ももへの手紙 (Solo Piano Ver.))"                  | 1:23                                                                                  |
| 25.                                                                                   | "Momo e no Tegami (ももへの手紙)"                                                     | 3:50                                                                                  |
| Tổng thời lượng:                                                                      | Tổng thời lượng:                                                                      | 59:56                                                                                 |

## Đón nhận
Lá thư gửi đến Momo đã thu về 77.510.600 yên với 61.908 lượt người xem trong hai ngày đầu công chiếu đứng hạng 22 về doanh thu tại các rạp trong tuần đó.
Phim đã được trao giải Xuất sắc tại Liên hoan Nghệ thuật truyền thông Nhật Bản năm 2011 trong phần dành cho anime. Còn tại Liên hoan phim Future năm 2012 ở Ý thì phim đã đoạt danh hiệu Giải bạch kim lớn. Phim còn nhận được các đề cử như Liên hoan phim quốc tế Warsaw đã đề cử phim cho giải Phim quốc tế còn Liên hoan phim quốc tế Hawaii đã đề cử cho giải Hoa Lan Vàng.